# Crkvice (Uskoplje, BiH)
Crkvice su naseljeno mjesto u općini Uskoplje, Federacija Bosne i Hercegovine, BiH.
Crkvice su smještene u Privoru. Kroz naselje protiče rijeka Vrbas.

## Stanovništvo

### 1991.
Nacionalni sastav stanovništva 1991. godine, bio je sljedeći:
ukupno: 271
- Muslimani - 269
- ostali, neopredijeljeni i nepoznato - 2

### 2013.
Nacionalni sastav stanovništva 2013. godine, bio je sljedeći:
ukupno: 175
- Bošnjaci - 175